# Magdalene Stuart Reeves
Magdalene Stuart Reeves, auch als Maud Pember Reeves bekannt, (* 24. Dezember 1865 in Mudgee, New South Wales, Australien; † 13. September 1953 in London, Vereinigtes Königreich) war eine neuseeländische Suffragette, Sozialreformerin und Autorin des Werkes „Round about a Pound a Week“.

## Frühes Leben
Magdalene Stuart Robinson wurde am 24. Dezember 1865 als zweites von acht Kindern der Eheleute Mary Magdalene Saunders und William Smoult Robison, einem Bank-Manager, in Mudgee, New South Wales geboren. 1868 zog die Familie nach Christchurch in Neuseeland, wo ihr Vater als Bank-Manager der Bank of New South Wales arbeitete. Maud wie sie mit Vornamen in ihrer Familie genannt wurde, besuchte zunächst die Christchurch East School und danach die Christchurch Girls’ High School. Schon dort wurde ihr Temperament und Intelligenz nachgesagt. Nach ihrem Schulabschluss beteiligte sie sich in Christchurch an sozialen und karitativen Aktivitäten.

## Ehe
In Christchurch lernte sie William Pember Reeves kennen, der zu der Zeit als Journalist tätig war und später Herausgeber der linksgerichteten Lyttelton Times wurde, der Zeitung seines Vaters. 1883 verlobte sie sich mit dem fast neun Jahre älteren Reeves und am 10. Februar 1885 heirateten beide in Christchurch. Nachdem ihr erstes Kind 1885 kurz nach der Geburt verstorben war, bekam sie 1887 und 1889 je eine Tochter. Im Dezember 1895 bekam sie in Wellington einen Sohn, den das Paar Fabian nannte, vermutlich in Anlehnung des Fabian-Sozialismus, dem sie politisch nahe standen.

## Beruf und Studium
Maud, wie sie sich auch von Anfang an in der Öffentlichkeit nannte, interessierte sich für Politik und suchte nach Möglichkeiten, ihre intellektuelle Energie zu entfalten. Nach der Geburt ihrer zweiten Tochter wurde sie Redakteurin in der Wochenzeitung Canterbury Times, in der ihr Mann bereits der Herausgeber war. Auch schrieb sie sich für ein Bachelor-Studium am Canterbury College in Christchurch ein und studierte Englisch, Französisch und Mathematik.

## Politische Aktivitäten
Während ihres Studiums wurde Maud eine Anführerin einer kleinen Gruppe von Frauen, die sich in der Frauenbewegung jener Tage engagierten. Sie traten für das Wahlrecht für Frauen ein und Maud setzte sich dafür ein, dass ihr Mann, der mittlerweile Mitglied des New Zealand Parliament war, für das Frauenwahlrecht stimmte. Kate Sheppard, seinerzeit Wahlrechtsbeauftragte der Women’s Christian Temperance Union New Zealand, begrüßte liberale Unterstützerinnen wie Maud, obwohl sie nicht völlige für die Abstinenz eintraten. 1890 wurde Maud Präsidentin der neu gegründeten Frauenabteilung der Canterbury Liberal Association. Sie engagierte sich Unterschriften für eine Wahlrechtspetitionen zu sammeln, die den 1890 von Sir John Hall ins Parlament eingebrachten Women's Franchise Bill unterstützen sollte.
Als Mauds Mann 1891 Minister of Labour (Arbeitsminister) im Kabinett von John Ballance wurde, zog die Familie nach Wellington. Dadurch musste sie ihr begonnenes Studium abbrechen, da es zu dieser Zeit in Wellington noch keine Universität gab. Doch ihr politisches Engagement ließ dadurch nicht nach. Sie freundete sich mit Ellen Ballance, der Frau von John Ballance an. Beide verfolgten sie die politischen Debatten im Parlament von der Damentribüne aus und engagierten sich zusammen weiterhin für das Frauenwahlrecht. Im September 1892 nahm Maud an der Eröffnungssitzung des Canterbury Women's Institute in Christchurch teil, das für die Unterstützung der Politiker für das Frauenwahlrecht warb und anschließend durch die Frauenbewegung des Landes eine Petition mit fast 32.000 Unterschriften dem Parlament vorlegt werden konnte. Als am 19. September 1893 endlich das Frauenwahlrecht durchgesetzt werden konnte, setzte sie sich intensiv für die Registrierung von Frauen für die kommende Parlamentswahl ein, die zwei Monaten später folgend sollte.

## England
1894 reiste Maud in Begleitung zu Ellen Ballance nach England. Das Zeil ihrer Reise ist nicht belegt, doch es scheint als sicher zu gelten, dass sie sich an Aktivitäten der Suffragetten-Bewegung in England beteiligt hat. Möglicherweise stand sie auch in Kontakt mit Mitgliedern der Fabian Society vor Ort, denn Maud und ihr Mann machten aus ihrer Sympathie für den Fabian-Sozialismus kein Geheimnis. Wann Maud zurück nach Neuseeland ging ist nicht dokumentiert.
1896 wurde Reeves Generalvertreter Neuseelands im Vereinigten Königreich Großbritannien und Irland, was einen Umzug der Familie nach London erforderlich machte. Sie wurden von den Mitgliedern der Fabian Society freundlich aufgenommen und schlossen Freundschaften zu Beatrice Webb und ihrem Mann Sidney, zu George Bernard Shaw und zu Herbert George Wells. Maud hatte reichlich Gelegenheiten ihre sozialistischen Ansichten diskutierten und zu reflektieren sowie die Frauenbewegung vor Ort zu unterstützen.
1898 wurde sie von der Women’s Liberal Federation gebeten, auf ihrer Jahreskonferenz zu sprechen, und im folgenden Jahr war sie mit einem Vortragspapier auf dem Kongress des International Council of Women (Internationaler Frauenrat) dabei. 1904 wurde Maud Mitglied der Fabian Society und trat 1907 dem Vorstand der Organisation bei, dem sie bis 1919 angehörte. Im selben Jahr war sie maßgeblich an der Gründung der Fabian Women's Group beteiligt. Ziel der Gruppe wurde es, die Probleme von Frauen und Kindern zu identifizieren und nach Lösungen zu suchen.
Im Jahr 1909 begann sie mit Unterstützung von ihrer Schwester Effie Lascelles und Dr. Ethel Bentham einkommensschwache Familien im Londoner Bezirk Lambeth zu besuchen und deren Lebenssituation sowie Gesundheitszustand zu dokumentieren. Sie besuchten über dreißig Familien zweimal wöchentlich über einen Zeitraum von fast vier Jahren. Ein erster Bericht wurde von der Fabian Society 1912 als Fabian Tract No. 162 unter dem Titel „Family Life on a Pound a Week“ (Familienleben mit einem Pfund pro Woche) veröffentlicht. 1913 folgte dann ihr Buch mit dem Titel „Round about a Pound a Week“ (Ungefähr ein Pfund pro Woche). In ihrem Buch sprach sich Maud u. a. für eine Reihe von Reformen aus, darunter Kindergeld, kostenlose Kliniken und die Bereitstellung von Schulspeisungen.
Während des Ersten Weltkriegs beteiligte sich Maud an einer Untersuchung des Board of Trade über die hohen Lebensmittelkosten im Land. Im März 1917 wurde sie daraufhin als Director of Women's Services im Ministry of Food eingestellt, eine Tätigkeit, die sie bis 1919 ausfüllte. Als im Juni 1917 ihr Sohn Fabian bei einem Luftangriff über Frankreich abgeschossen und getötet wurde, suchte sie Trost im Spiritismus. Als ihr Mann 1919 zum Rücktritt von seiner Position des Direktors der London School of Economics and Political Science gedrängt wurde, zog sich Maud ebenfalls aus dem öffentlichen Leben zurück und als William Pember Reeves 1932 verstarb, verbrachte Maud ihre Zeit zusammen mit ihrer Schwester Effie, zunächst in Cambridge und als sie starb, zog Maud zurück nach London.
Dort verstarb sie am 13. September 1953 in einem Pflegeheim im Stadtteil Golders Green unter dem Namen Maud Pember Reeves.

## Werke
- Mrs. Pember Revves: Family Life on a Pound a Week. Hrsg.: Fabian Womens Group – Fabian Society. Fabian Tract No. 162.. London 1912 (englisch, Online [PDF; 2,8 MB; abgerufen am 6. Dezember 2024]).
- Mrs. Pember Revves: Round about a Pound a Week. G. Bell and Sons, Ltd., London 1913 (englisch, gutenberg.org [abgerufen am 6. Dezember 2024]).